# Limici

I popoli iberici prima della conquista cartaginese (300 a.C. circa)

I Limici erano un'antica tribù celtica abitante della Gallaecia (in seguito territorio romano della Galizia). Vivevano nelle paludi del fiume Lima nella regione di confine tra Minho in Portogallo e Galizia in Spagna. Il termine lim è di origine indeuropea col significato di terreno fangoso.
Nel I secolo i romani giunsero nel territorio dei Limici e fondarono Forum Limicorum, attuale Ponte de Lima.

## Fonti antiche
Citati da Plinio il Vecchio nella sua Naturalis historia . Nella Geografia Tolomeo cita la loro capitale Forum Limicorum. Sono citati anche nell'iscrizione della Padrão dos Povos, la colonna commemorativa della costruzione del ponte romano di Chaves e in numerose altre epigrafi.